# 梅園 (和菓子店)
株式会社梅園（うめぞの）は、東京都台東区浅草一丁目にある甘味処・和菓子の店舗。

## 来歴
梅園は、1854年（安政元年）、浅草寺の別院・梅園院（ばいおんいん）の一隅に茶屋をひらいたのが始まりで、屋号・梅園（うめぞの）もそのゆかりで名付けられた。初代が「元祖あわぜんざい」を販売したところ東京名物となり、その後、甘味専門の店として伝統の味を継承している。1948年（昭和23年）に法人組織に改組した。

## 営業情報
取扱商品
- 喫茶 - あわぜんざい、おしるこ、あんみつ、土産用あんみつ、土産用抹茶あんみつ、土産用豆かん
- 和菓子 - 子とら、きんつば、羊羹、豆大福、草餅、上生菓子、季節の和菓子、どら焼、栗きんとんどら焼、人形焼、わらび餅

## 交通アクセス
- 鉄道
  - 東武スカイツリー線 - 浅草駅より徒歩5分
  - 東京メトロ銀座線 - 浅草駅より徒歩5分
  - 都営地下鉄浅草線 - 浅草駅より徒歩7分